# Недзелиська (Лодзинське воєводство)
Недзелиська (пол. Niedzieliska) — село в Польщі, у гміні Кернозя Ловицького повіту Лодзинського воєводства.
Населення — 161 особа (2011).
У 1975-1998 роках село належало до Плоцького воєводства.

## Демографія
Демографічна структура станом на 31 березня 2011 року:
|          | Загалом | Допрацездатний вік | Працездатний вік | Постпрацездатний вік |
| -------- | ------- | ------------------ | ---------------- | -------------------- |
| Чоловіки | 86      | 12                 | 62               | 12                   |
| Жінки    | 75      | 11                 | 41               | 23                   |
| Разом    | 161     | 23                 | 103              | 35                   |